# Uljanik (otok)
Koordinati:   44°52′30″N, 13°50′14″E
Uljanik je majhen otoček na hrvaški obali Istre.
Otoček, na katerem so danes objekti (privezi in doki) ladjedelnice Uljanik, leži v Puljskem zalivu pred mestom Pulj. Otoček Uljanik je od leta 1880 z mostom povezan s kopnim. Po mostu poteka tudi industrijska železniška proga. Otoček meri 0,123 km² in ima 1,97 km obalnega pasu.

## Zgodovina
Od leta 1884 do 1916 sta bili na otočku nameščeni tudi dve avstoogrski topniški bateriji, ki sta bili uničeni med bombardiranjem v Prvi svetovni vojni.